# Nedim Hızlıateş
Nedim Hızlıateş (* 11. Juni 1967) ist ein ehemaliger türkischer Basketballspieler und -trainer.

## Werdegang
Der zwei Meter große Flügelspieler stand von 1984 bis 1990 bei Tofaş S.K. unter Vertrag, spielte mit der Mannschaft bis 1989 in der höchsten türkischen Liga, 1989/90 dann in der zweiten. Seine weiteren Vereine waren hernach von 1990 bis 1992 Beslenspor, von 1992 bis 1996 Oyak Renault, 1996/97 Mavi Jeans Ortakoy und von 1997 bis 1999 Darüşşafaka Istanbul.
Er wechselte nach Bremen, spielte mit dem TSV Lesum (aus dem 2002 die Bremen Roosters entstanden) von 2001 bis 2003 in der 2. Basketball-Bundesliga. In der Saison 2003/04 bestritt er zwei Partien für die Oberligamannschaft des TSV Lesum-Burgdamm. 2007 wurde er Co-Trainer der Bremen Roosters und im November 2007 als Nachfolger von Rade Vojnović Cheftrainer in der 2. Bundesliga ProA. Das Amt übte er bis zum Saisonende 2007/08 aus, war dann wieder Co-Trainer bei den Bremern. In den Zweitligaspielzeiten 2007/08 und 2008/09 bestritt er für die Mannschaft aushilfsweise jeweils eine Partie als Spieler. Nach seiner Tätigkeit bei den Bremen Roosters war Hızlıateş Jugendtrainer bei den Eisbären Bremerhaven.